# Selenur de gal·li
El selenur de gal·li (II) (amb fórmula química GaSe) és un compost químic. Té una estructura de capa hexagonal, similar a la del GaS. És un fotoconductor, un cristall de segona generació d'harmònics en òptica no lineal, i s'ha utilitzat com a material de conversió d'infraroig llunyà a 14–31 THz i més.
Es diu que té potencial per a aplicacions òptiques però l'explotació d'aquest potencial s'ha vist limitada per la capacitat de créixer fàcilment cristalls simples. Els cristalls de seleniur de gal·li mostren una gran promesa com a material òptic no lineal i com a fotoconductor. Els materials òptics no lineals s'utilitzen en la conversió de freqüència de la llum làser. La conversió de freqüència implica el desplaçament de la longitud d'ona d'una font de llum monocromàtica, normalment llum làser, a una longitud d'ona de llum més alta o més baixa que no es pot produir a partir d'una font làser convencional.
Existeixen diversos mètodes de conversió de freqüència utilitzant materials òptics no lineals. La segona generació d'harmònics condueix a la duplicació de la freqüència dels làsers de diòxid de carboni infrarojos. En la generació paramètrica òptica, la longitud d'ona de la llum es duplica. Els làsers d'estat sòlid d'infraroig proper s'utilitzen normalment en generacions paramètriques òptiques.
Un problema original amb l'ús de selenur de gal·li a l'òptica és que es trenca fàcilment al llarg de les línies d'escissió i, per tant, pot ser difícil de tallar per a una aplicació pràctica. S'ha trobat, però, que dopar els cristalls amb indi millora molt la seva resistència estructural i fa que la seva aplicació sigui molt més pràctica. Encara queden, però, dificultats amb el creixement dels cristalls que s'han de superar abans que els cristalls de seleniur de gal·li es puguin utilitzar més àmpliament en òptica.
Les capes simples de selenur de gal·li són semiconductors bidimensionals dinàmicament estables, en què la banda de valència té una forma de barret mexicà invertida, donant lloc a una transició de Lifshitz a mesura que augmenta el dopatge del forat.
La integració del selenur de gal·li en dispositius electrònics s'ha vist obstaculitzada per la seva sensibilitat a l'aire. S'han desenvolupat diversos enfocaments per encapsular GaSe mono i poques capes, donant lloc a una millor estabilitat química i mobilitat electrònica.